# Simencourt
Simencourt település Franciaországban, Pas-de-Calais megyében. Lakosainak száma 567 fő (2022. január 1.). Simencourt Warlus, Beaumetz-lès-Loges, Berneville, Gouy-en-Artois, Monchiet és Wanquetin községekkel határos.

## Népesség
A település népessége az elmúlt években az alábbi módon változott:
| Lakosok száma | 541  | 556  | 573  | 557  | 557  | 557  | 557  | 564  | 567  |
|               | 2013 | 2015 | 2016 | 2017 | 2018 | 2019 | 2020 | 2021 | 2022 |